# توماس بوند ووكر
توماس بوند ووكر (بالإنجليزية: Thomas Bond Walker)‏ هو رسام أيرلندي، ولد في 1861 في لندن في المملكة المتحدة، وتوفي في 1933.